# Антоніо Паккіоні

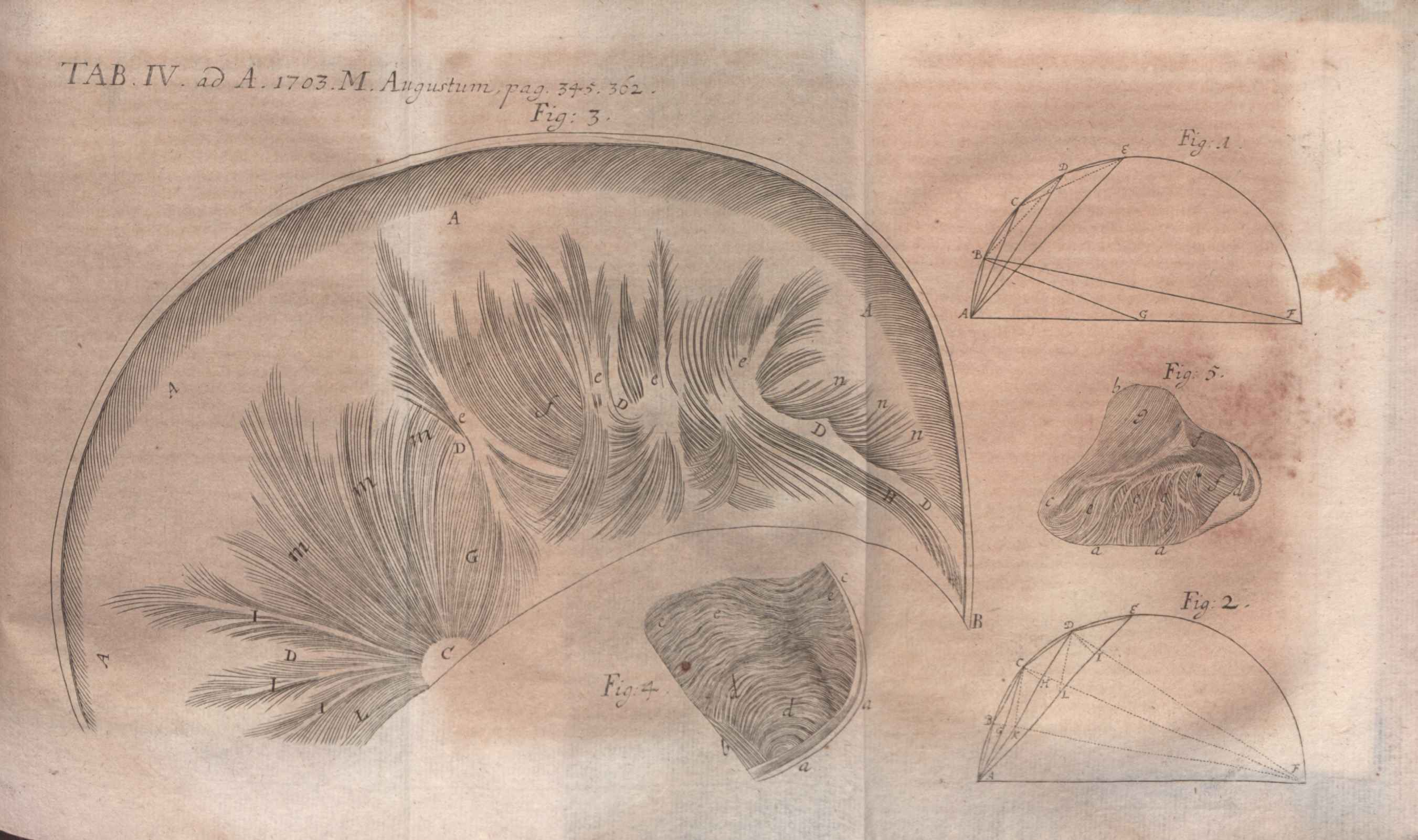
Ілюстрація до огляду Disquisitio anatomicae de durae meningis… опублікована в Acta Eruditorum в 1703 р.

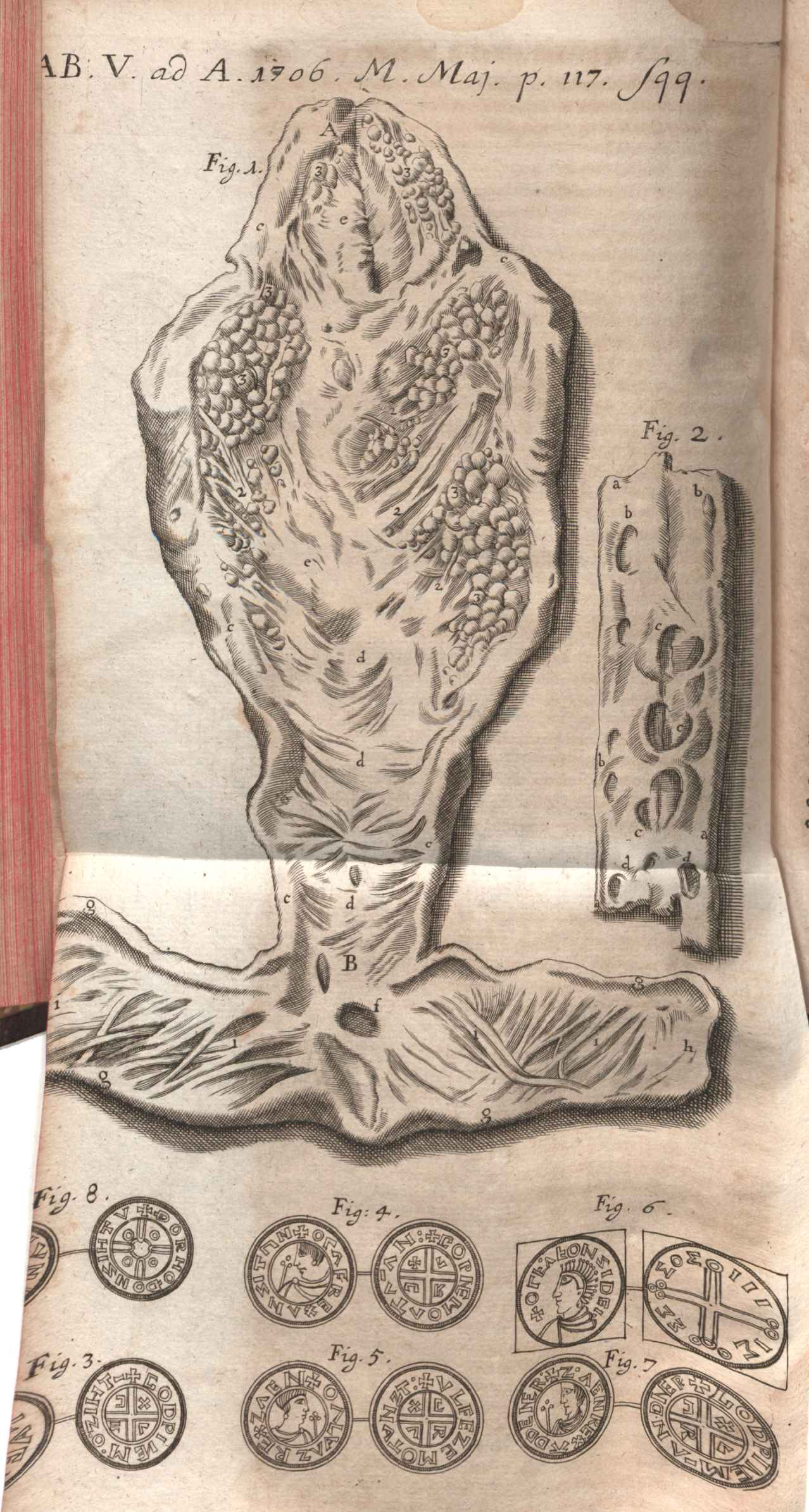
Ілюстрація до огляду Dissertatio epistolaris de Glandulis… опублікована в Acta Eruditorum в 1706 р.

Антоніо Паккіоні (Пахіоні) (італ. Pacchioni Antonio; 1665—1726) — італійський науковець, анатом, відомий своїми дослідженнями головного мозку і відкриттям в оболонах головного мозку грануляцій павутинної оболони (названих по його імені пахіоновими грануляціями). Його ім'ям також назвали вирізку мозочкового намету (Пахіонова вирізка).

## Біографія
Після початкової школи Антоніо почав навчатися медицині у Джованні Касачеллі і Просперо Марміролі, а також анатомії у відомого Антоніо Валлісніері.
У 1688 році Паккіоні закінчив навчання в рідному місті і йому присуджено ступінь доктора медицини.
Потім він вирушив до Рима, щоб отримати практику в галузі анатомії.
У 1690 році Антоніо отримав посаду асистента в лікарні Консолазіоне.
Завдяки хорошим відносинам з доктором Болоньеса, Антоніо поліпшив свою практику з анатомії, застосовуючи в дослідженнях тварин і людей мікроскоп.
У 1693 році Антоніо отримав лист від Марчелло Мальпігі з пропозицією продовжити свою практику лікаря в Тіволі. Антоніо прийняв пропозицію і покинув лікарню Консолазіоне. У Тіволі Антоніо залишався протягом шести років і проживав на Віллі д'Есте, яку йому надав герцог Модена Рінальдо.
У 1699 році Антоніо повернувся в Рим, а в 1705 році йому запропонували посаду головного лікаря в лікарні Святого Джованні в Латерано. Однак незабаром у Паккіоні почалися проблеми зі здоров'ям і він був змушений повернутися в лікарню Консолазіоне на менш важливу посаду.
Також за станом здоров'я Паккіоні був змушений відмовитися від вищої посади в лікарні Святого Спирито, заснованої Джованні Марія Лансіні.
У 1716 році Паккіоні став членом Болонської академії наук.

## Останні роки та смерть
В останні роки Антоніо сильно турбувала хвороба, яка спричинила у нього постійні судоми і болі в шлунку. Хвороба прогресувала і привела до паралічу правої сторони тіла, через що Паккіоні був прикутий до ліжка в останній період свого життя.
5 листопада 1726 року Антоніо Паккіоні помер у Римі.
Перш ніж його поховали, хірург Феліпе Анджело зробив розтин, який показал поганий стан різних мозкових структур.
Його останки були перевезені до церкви Ісуса, де пройшло поховання, відповідно до прохання в заповіті, яке він залишив.
У Паккіоні був син Марчелло. Він був священником і помер в 1766 році.

## Основні роботи
- «Анатомічне дослідження будови і функції твердої мозкової оболони» (1700)
- «Міркування про кулеподібні залози твердої мозкової оболони людини» (1705), де він описав ямочки грануляцій на внутрішній пластинці кісток склепіння черепа (Пахіонові ямки) та арахноїдальні грануляції павутинної оболони головного мозку, які беруть участь у циркуляції спинномозкової рідини (Пахіонові грануляції).